# Puissance (zespół muzyczny)
Puissance – szwedzki zespół muzyczny założony w 1993 r. przez Henrika Möllera i Fredrika Söderlunda (producenta i aktywnego uczestnika projektów takich jak Octinomos, Parnassus, Valkyria czy State Research Bureau). Z kolei sam Möller działa jeszcze w Arditi.

Mimo charakterystycznej twórczości z wymową apokaliptyczną, dzieła zespołu zbierają pochlebne recenzje wśród słuchaczy i prasie fachowej, nie tylko w tej, związanej z rynkiem podziemnym.

## Twórczość
Puissance pierwotnie tworzył w duchu ciężkiego, bezlitosnego industrialu. Jego pierwsze demo Krig zawierało przytłaczające, fabryczne elementy. Kolejne demo Obey, Hate, Die było jego lżejszym następcą. Zauważyć się da bardziej przyswajalne elementy jak chóry oraz militarystyczne bębny. A całość dopełniają mizantropijne i pesymistyczne elementy. Bardziej zaawansowany, czysty militaryzm połączony z neoklasycznymi wątkami pojawił się w pierwszym studyjnym albumie Let Us Lead wydanym w 1996 r. Tam surowy industrial stał się mniej widocznym tłem. Mimo tego przekaz artystów nie stracił na silę i jest równie wyrazisty jak na samym początku twórczości Puissance. Jako nowy element pojawił się wokal. Militaryzm kontynuowany był w singlu Totalitarian Hearts i albumie studyjnym Back In Control. Album ów był także ostatnim tak ciężkim tworem zespołu, jak i tak skomplikowanym. Kolejne wydanie studyjne Mother Of Disease (przez krytyków uważany za najlepszy krążek ich twórców) utrzymane zostało w dotychczasowym klimacie znanym z wcześniejszego albumu. Zatem znaleźć można tu dalej motywy militarne, partie na bębnach i neoklasyczne motywy. Mini-album Hail The Mushroom Cloud, który powstał niedawno po wcześniejszym albumie, jest bardziej stonowany i dedykowano go wynalazkowi, który wywarł znaczący wpływ na XX wiek – bombie atomowej. Rok 1999 przyniósł wydanie War On. Składały się nań utwory z lat wcześniejszym, poddane nowej aranżacji oraz dwa premierowe. Ujrzenie światła dziennego przez album Total Cleansing oraz single Genocidal i A Call to Arms było zapowiedzią zmiany stylu zespołu. Total Cleansing jest bardzo stonowany w porównaniu ze wcześniejszymi osiągnięciami i bardziej przypomina Hail The Mushroom Cloud. Nie zatracił pomimo tego zabiegu Puissance swoich charakterystycznych elementów nie zatracił. Pesymizm jest nadal wyczuwalny. Tą samą linię utrzymywano w wydanym w 2004 r. studyjnym albumie State Collapse. W 2007 wydany został Grace Of God.
W czasie swojej kariery duet dawał koncerty m.in. na Cold Meat Industry Festival w Erlangen, 7 sierpnia 1999 w Oelsnitz/Erzgeb. (oba miasta w Niemczech).

## Dyskografia
Płyty zespołu były wydawane przez różne wytwórnie. Były nimi kolejno Cold Meat Industry, Fluttering Dragon, Selfless Recordings, L.S.D. Organisation, Blooddawn Productions oraz wspominana Equilibrium Music. Pod szyldem tej ostatniej albumy wydawane są do dziś.
Wznowienia niektórych albumów (Back in Control, Mother of Disease) dokonywała wytwórnia Svartvintras Productions.
| Rok  | Tytuł                                | Format             |
| ---- | ------------------------------------ | ------------------ |
| 1995 | Krig                                 | Demo               |
| 1995 | Obey, Hate, Die                      | Demo               |
| 1996 | The Hearts of Shadow Gods            | Kompilacja         |
| 1996 | Let Us Lead                          | CD, LP             |
| 1997 | Totalitarian Hearts                  | EP                 |
| 1998 | Back in Control                      | CD                 |
| 1999 | Mother of Disease                    | CD, LP             |
| 1999 | War On                               | CD                 |
| 2000 | Hail the Mushroom Cloud              | EP                 |
| 2000 | A Call to Arms                       | EP 7"              |
| 2000 | Genocidal                            | EP                 |
| 2001 | Total Cleansing                      | CD                 |
| 2003 | To Give Death by the Sword of Christ | EP, split z Sorhin |
| 2003 | State Collapse                       | CD                 |
| 2007 | Grace of God                         | CD                 |